# Куземино (Нижегородская область)
Кузе́мино — деревня в городском округе город Бор Нижегородской области России.

## География
Расположена на реке Торфянка близ посёлка Октябрьский
Деревня находится в 10 км от Бора и в 12 км от Нижнего Новгорода.

## Инфраструктура
Объекты социальной значимости расположены в селе Редькино и посёлке Октябрьском.

## Достопримечательности
В доме № 28 проживал священник церкви Богоявления села Собчино — Ванишев Константин Федорович, 1884 года рождения. 12 декабря 1937 был арестован, 28 октября 1937 — осуждён, 4 ноября 1937 — расстрелян.

## Население
| 2002 | 2010 |
| ---- | ---- |
| 72   | ↗88  |

Национальный состав
Согласно результатам переписи 2002 года, в национальной структуре населения русские составляли  100% из 72 человек.